# Ugljan (eiland)
Ugljan (Kroatië) is een eiland gelegen in de Adriatische Zee, op ca 5 km van de stad Zadar op het vasteland. Het eiland heeft een oppervlakte van 52 km² en 75 km onregelmatige kustlijn.

## Olijven
Het eiland is bedekt met altijd groene pijnbossen, vijgbomen, wijnvelden en olijfgaarden. Het heeft sterke bindingen met de zee, vissen en zeilen en heeft 2000 jaar ervaring met olijfbouw. Olijfolie van goede kwaliteit en fijne aroma's zijn van deze olijfbomen geproduceerd.

## Algemeen
Degene die houdt van het mediterrane landschap waardeert het panorama hiervan: een van de indrukwekkendste is te zien van het Venetiaans fort van St. Michael (13e eeuw). Kunst uit de Romeinse tijd, vroeg-middeleeuwse Kroatische kapellen, kloosters, architectuur en talloze villa's zijn getuigen van de vroege menselijke bezetting op het eiland.

### Veerdiensten
Het eiland heeft goede veerverbindingen met de steden Zadar en Biograd op het vasteland.